# North Miami (Oklahoma)
North Miami è un comune degli Stati Uniti d'America, situato nello Stato dell'Oklahoma, nella contea di Ottawa.